# Ваські (Монецький повіт)
Ваські (пол. Waśki) — село в Польщі, у гміні Моньки Монецького повіту Підляського воєводства.
Населення — 103 особи (2011).
У 1975-1998 роках село належало до Білостоцького воєводства.

## Демографія
Демографічна структура станом на 31 березня 2011 року:
|          | Загалом | Допрацездатний вік | Працездатний вік | Постпрацездатний вік |
| -------- | ------- | ------------------ | ---------------- | -------------------- |
| Чоловіки | 57      | 10                 | 36               | 11                   |
| Жінки    | 46      | 11                 | 26               | 9                    |
| Разом    | 103     | 21                 | 62               | 20                   |